# Gonzojournalistik

"Gonzo-näven", från början använd av Hunter S. Thompsons kampanj 1970 då han ställde upp i valet till sheriff i Aspen. Näven har blivit en symbol för Thompson och gonzojournalistik som helhet.

Gonzojournalistik är en journalistisk stil som skapades av Hunter S. Thompson. Den kännetecknas av en hypersubjektiv inställning till objektet. Traditionell objektivitet får träda tillbaka till förmån för reportern och dennes sökande efter sanning.
Etiketten Gonzo sattes först på Thompsons skrivande under 1970-talet av Bill Cardoso, en reporter på Boston Globe, efter att ha läst artikeln "The Kentucky Derby Is Decadent and Depraved" och utbrast "That is pure Gonzo!" (sv. Det där är ren Gonzo!). Cardoso hävdade att ordet kom från iriskan i södra Boston för att beskriva den sista stående mannen i en nattlig dryckestävling. Användandet är dock mer troligt inspirerat av hitlåten "Gonzo" från 1960 av R&B-artisten James Booker.[källa behövs]
Thompson brukade producera händelser själv, ofta på ett skämtsamt eller aggressivt sätt, för att sedan dokumentera både sina och andras beteenden. Termen har också kommit att (ibland pejorativt) beskriva journalistik (eller generellt skrivningar) som är i stil med Thompsons, karaktäriserad av en drognärd inre monolog-teknik.
Gonzos teoretiker hävdar att journalistik kan vara sanningsenlig utan att sträva efter objektivitet. Den favoriserar stil före korrekthet och söker att beskriva personliga erfarenheter eller själva kärnan i känslan för saker snarare än fakta. Den åsidosätter den "polerade" massmediala produkten och strävar efter en mer känsloladdad framställning.